# Pygophora incisa
Pygophora incisa är en tvåvingeart som först beskrevs av Stein 1900.  Pygophora incisa ingår i släktet Pygophora och familjen husflugor. Inga underarter finns listade i Catalogue of Life.